# 儋耳郡
儋耳郡（だんじ-ぐん）は、中国にかつて存在した郡。漢代と隋代に現在の海南省に設置された。

## 概要
前漢が南越国を滅ぼした翌年の紀元前110年（元封元年）、海南島に珠厓郡と儋耳郡が置かれた。紀元前82年（始元5年）、儋耳郡は珠厓郡に編入された。
隋のとき、再び儋耳郡が置かれた。622年（武徳5年）、唐により儋耳郡は儋州と改められ、儋耳郡の呼称は姿を消した。